# 第9装甲教導旅団 (ドイツ連邦陸軍)
第9装甲教導旅団（だい9そうこうきょうどうりょだん、ドイツ語: Panzerlehrbrigade 9）は、ドイツ連邦陸軍の旅団の一つ。第1装甲師団隷下にあって旅団司令部をムンスターに置き、旅団隷下部隊はムンスターとノイシュタット・アム・リューベンベルゲに駐屯している。
旅団は数十年にわたって内外にその精強さを示すべく「ドイツ陸軍の航空機利用および戦闘情報の教育訓練」の実施と「陸軍展示部隊」として知られている。ここでは、ドイツ陸軍の戦闘車両および航空機能力を様々な想定による展示訓練を通じて能力を実証している。旅団の主要部隊は介入戦力（EK）に指定されている。

## 部隊編制
- 旅団司令部中隊　在ムンスター（英語版）
- 第33戦車大隊　在ノイシュタット・アム・リューベンベルゲ
- 第92装甲擲弾兵教導大隊　在ムンスター
- 第93戦車教導大隊　在ムンスター
- 第325装甲砲兵教導大隊　在ムンスター
- 第141後方支援大隊　在ノイシュタット・アム・リューベンベルゲ
- 第90装甲工兵教導中隊　在ムンスター
- 第90装甲偵察教導中隊　在ムンスター

## 歴史

### 冷戦時代
1956年、ムンスター宿営地最初の軍部隊である教導大隊が編成される。州郡協議員のカール＝テオドール・モリナリと開業医であったヘルマン・ヴォルフ博士は職を辞して、新編される戦車教導大隊と装甲擲弾兵教導大隊の編成業務に参加する。そこでは実戦経験豊かな71人の志願者が宿営地（現在のヒンデンブルク兵営）に配置されていた。1958年、大隊編制は陸軍第1次編制に基づき、本部中隊、4個戦闘中隊および補給中隊から成った。戦車教導大隊は装甲部隊学校の隷下に、装甲擲弾兵教導大隊は装甲擲弾兵学校の隷下におかれた。戦車教導大隊長であったテオドール・モリナリ中佐は1956年7月14日に士官・下士官・兵卒55人を集めてドイツ連邦軍協会を結成し、モリナリは初代会長として1963年まで勤めていた。
1958年7月1日に戦闘教導群が編成され、司令部中隊と幕僚班はムンスターのオェルツェタール兵舎に置かれ、装甲部隊学校隷下となる。1958年に教導部隊は三週間の教育と試験演習（Lv58）が実施される。この演習を通じてドイツ連邦陸軍の組織および戦術の将来像が試行された。その後、コンラート・アデナウアー連邦首相はベルゲン＝ホーン軍事訓練場での多数の兵器システム諸演習を見学した。1959年、2個教導大隊を基幹に第9装甲教導旅団に改編・改称される。第9装甲教導旅団は当初、ブクステフーデの第3装甲旅団隷下に置かれる。初代旅団長にはヴィルヘルム・レーダー准将が着任した。
1959年末（陸軍第2次編制）の旅団隷下部隊は以下のとおりであった。
- 司令部中隊
- 第11戦車教導大隊（平時には第2戦闘部隊学校の隷下にあり、防衛事態の場合には1994年に第11装甲擲弾兵師団が解隊するまではその隷下に置かれることが予定され、それ以降は第9装甲教導旅団隷下となっている）
- 第92装甲擲弾兵教導大隊
- 第93戦車教導大隊
- 第95装甲砲兵大隊
- 第96補給教導大隊（1959年2月に編成）
- 第90装甲工兵中隊
- 第20駆逐戦車教導中隊

当初はSpz HS.30装甲車が装備され、1960年にM39多目的装甲車に更新される。火砲についてはM109 155mm自走榴弾砲が装備される。そして1963年、レオパルト1戦車のドイツ連邦陸軍初の装備化部隊として第93戦車教導大隊第4中隊に同戦車が配備される。

### 部隊改編と国外任務
1994年、第3装甲師団は解隊となり第9装甲教導旅団は一時的にデュッセルドルフの第7装甲師団隷下となる。その後、1996年にハノーファーの第1装甲師団隷下に置かれる。陸軍第5次編制期では旅団隷下部隊は以下のとおりとなる。
- 第92装甲擲弾兵大隊
- 第93戦車教導大隊
- 第334戦車教導大隊「ツェレ」
- 第95装甲砲兵教導大隊
- 第225装甲砲兵教導大隊
- 第3装甲偵察教導大隊
- 第90装甲偵察教導中隊
- 第90装甲工兵教導中隊

2002年に旅団隷下部隊はボスニア・ヘルツェゴビナでのコソボ治安維持部隊（KFOR）第10次運用分担としてコソボに派遣される。旅団隷下部隊はさらにバルカン諸国でのKFOR第15次運用分担や、アフガニスタンでの国際治安支援部隊（ISAF）第12次運用分担に派遣される。さらに旅団は独立的に運用できるよう、2006年7月にルットマーセンの第33戦車大隊と第141後方支援大隊、第90偵察教導中隊がムンスターに移駐の上で増強される。旅団の人員は約4,700人に達しその内約3,000人がムンスターに駐屯している。さらに、2006年に第325装甲砲兵教導大隊がシュヴァネヴェーデからムンスターに移駐する。冷戦の終結により旅団は国内および国際的オブザーバーとしての地位を確立した。
2008年5月中旬、旅団の将兵約1,500人はORF部隊としてバルカン諸国に派遣される。派遣終了後、将兵の対応教育訓練を通じて介入戦力旅団への再編成を実施し、第1装甲師団における介入戦力の枠組で配備準備が完了する。

## 歴代旅団長
| 代 | 氏名                                                                                        | 着任           | 離任           |
| -- | ------------------------------------------------------------------------------------------- | -------------- | -------------- |
| 1  | ヴィルヘルム・フォン・レーダー陸軍准将 Wilhelm von Roeder                                   | 1958年4月1日   | 1961年3月31日  |
| 2  | ヴィルヘルム・フォス陸軍准将 Wilhelm Voß                                                    | 1961年6月1日   | 1962年9月30日  |
| 3  | エルンスト・フィリップ陸軍准将 Ernst Philipp                                                | 1962年10月1日  | 1964年9月30日  |
| 4  | カール＝ラインハルト・フォン・シュミットセンドルフ陸軍准将 Karl-Reinhard von Schultzendorff | 1964年10月1日  | 1966年9月30日  |
| 5  | カール・ダイヒェン陸軍准将 Karl Deichen                                                     | 1966年10月1日  | 1968年9月30日  |
| 6  | アルフレート・ミュラー陸軍准将 Alfred Müller                                                | 1968年10月1日  | 1970年9月30日  |
| 7  | ゴットフリート・エヴェルト陸軍准将 Gottfried Ewert                                          | 1970年10月1日  | 1974年9月30日  |
| 8  | フランツ＝ヨアヒム・フライヘア・フォン・ロッド陸軍准将 Franz-Joachim Freiherr von Rodde     | 1974年10月1日  | 1978年3月31日  |
| 9  | フランツ・ウーレ＝ヴァルター陸軍准将 de:Franz Uhle-Wettler                                  | 1978年4月1日   | 1980年9月30日  |
| 10 | ヘルゲ・ハンゼン陸軍准将 de:Helge Hansen                                                    | 1980年10月1日  | 1982年10月11日 |
| 11 | ゲオルク＝ハインリヒ・ロス陸軍准将 Georg-Heinrich Roth                                      | 1982年10月12日 | 1987年9月30日  |
| 12 | ヨアヒム・シュペアリンク陸軍大佐 de:Joachim Spiering                                        | 1987年10月1日  | 1990年9月30日  |
| 13 | エーリヒ・ベッカー陸軍准将 Erich Becker                                                     | 1990年10月1日  | 1995年         |
| 14 | ヴォルフガング・コルテ陸軍大佐 de:Wolfgang Korte                                            | 1995年         | 1996年         |
| 15 | ヴォルフ＝ヨアヒム・クラウス陸軍准将 de:Wolf-Joachim Clauß                                  | 1996年         | 2000年         |
| 16 | ゲアハルト・シュテルツ陸軍大佐 Gerhard Stelz                                                | 2000年         | 2001年         |
| 17 | リヒャルト・ロスマニット陸軍准将 Richard Roßmanith                                          | 2003年         | 2005年         |
| 18 | カルステン・ヤーコプソン陸軍准将 de:Carsten Jacobson                                        | 2005年2月25日  | 2007年7月18日  |
| 19 | ヴィルヘルム・グリュン陸軍准将 de:Wilhelm Grün                                              | 2007年7月18日  | 2010年9月17日  |
| 20 | ベルント・シュッツ陸軍准将 de:Bernd Schütt                                                  | 2010年9月17日  | 2012年3月30日  |
| 21 | ノルベルト・ヴァーグナー陸軍准将 de:Norbert Wagner (General)                                | 2012年3月30日  | 2014年5月9日   |
| 22 | ギュンター・シュナイダー陸軍准将 de:Gunter Schneider (General)                              | 2014年5月9日   |                |

## その他
小林源文の漫画「第三次世界大戦」には登場人物の一人、ハント大佐(旅団長就任と同時に准将に昇進)の指揮部隊として第9装甲教導旅団(台詞では装甲「教団」旅団)が登場する。「北部軍集団司令部の直属予備となる」という台詞があるが実際には第9装甲教導旅団は第3装甲師団の配下部隊である。所属の装甲偵察大隊に「黒騎士中隊」の名誉称号が付いている。